# Sprawa Ilonka Sayn-Wittgenstein Landeshauptmann von Wien
Orzeczenie w sprawie C-208/09 Trybunału Sprawiedliwości Unii Europejskiej z 22 grudnia 2010 r. wydane w trybie prejudycjalnym na wniosek Verwaltungsgerichtshof (sąd austriackiego), orzekającego w sporze pomiędzy Ilonką Sayn-Wittgenstein a Landeshauptmann von Wien.

## Stan faktyczny
Ilonka Fürstin von Sayn-Wittgenstein była obywatelką Austrii, która zamieszkiwała w Niemczech. W wyniku przysposobienia otrzymała nazwisko szlacheckie przysposabiającego (Fürstin von Sayn-Wittgenstein oznacza "księżniczka Sayn-Wittgenstein"). Niemcy wydały na jej nazwisko prawo jazdy i zarejestrowała ona tam spółkę. Władze Republiki Austrii wpisały jej nowe nazwisko do prowadzonych akt stanu cywilnego.
W roku 2003 austriacki trybunał konstytucyjny – Verfassungsgerichtshof, orzekł w podobnej sprawie, że Ustawa z 3 kwietnia 1919 r. o zniesieniu szlachectwa, świeckich zakonów rycerskich i żeńskich oraz określonych tytułów i godności, mająca w Austrii rangę konstytucyjnej, stoi na przeszkodzie używaniu przez obywateli austriackich tytułów szlacheckich w wyniku przysposobienia nazwiska obywatela Niemiec, który zgodnie z tamtejszym systemem prawnym może używać nazwiska zawierającego tytuł szlachecki.
Wyrok ten spowodował sprostowanie nazwiska do formy "Sayn-Wittgenstein".
Ilonka Sayn-Wittgenstein wniosła sprawę do austriackiego sądu. Nieuznanie jej nazwiska z tytułem szlacheckim uznała za naruszenie swobody przemieszczania (art. 21 TFUE), albowiem zmusza skarżącą do używania różnych nazwisk w różnych krajach, a także za ingerencję w jej życie rodzinne.
Sąd rozpatrujący sprawę zwrócił się do Trybunału Sprawiedliwości z pytaniem prejudycjalnym.

## Treść wyroku
Podstawy wyroku:
- art. 21 TFUE przeszkoda w swobodnym przepływie osób uzasadniona jest tylko gdy: oparta jest na obiektywnych względach i jest proporcjonalna do uzasadnionego celu stosowanego w prawie krajowym;
- art. 4 ust. 2 TUE stanowi, że "Unia szanuje równość Państw Członkowskich wobec Traktatów, jak również ich tożsamość narodową (...) związaną z ich podstawowymi strukturami politycznymi i konstytucyjnymi, tak więc chroni również republikański ustrój, którego elementem w Austrii jest Ustawa z 3 kwietnia 1919 r. o zniesieniu szlachectwa, świeckich zakonów rycerskich i żeńskich oraz określonych tytułów i godności.

Tak więc Trybunał uznał austriacki cel konstytucyjny (równość wszystkich obywateli) jak i proporcjonalność środka do osiągnięcia tego celu.

## Komentarz
Z wyroku wynika, że zasada poszanowania tożsamości Państw członkowskich (art. 21 TFUE) ma w prawie unijnym charakter jurydyczny. Zasada ta służy ochronie interesu państwa.